# Route nationale 59
La route nationale 59 (RN 59 o N 59) è una strada nazionale francese che parte da Lunéville e termina a Sélestat.

## Percorso
Comincia dal centro di Lunéville, all’incrocio con l’ex N4: il primo tratto fino a Moncel-lès-Lunéville è stato declassato a D590. In seguito, dopo l’intersezione con la N333, il nuovo tracciato è ancora classificato come strada nazionale, mentre quello vecchio prosegue come D590. Entrambi seguono la Meurthe, servendo i centri della sua valle come Raon-l'Étape (dove giungeva la N59bis) e Saint-Dié-des-Vosges: qui la N59 abbandona la Meurthe per valicare i Vosgi, piegando così ad est.
Da Raves a Sainte-Croix-aux-Mines è stata declassata a D459, mentre una nuova variante, la N159, attraversa la catena montuosa grazie ad una lunga galleria. A Saint-Croix riprende la N59, a fianco della vecchia strada, sempre denominata D459. Se oggi si conclude nel comune di Châtenois, un tempo continuava fino all'ex N83 a Sélestat: l’ultimo troncone è stato declassato a D1059.